# 748 Air Services
Seven Four Eight Air Services là một hãng hàng không điều lệ hoạt động trong lĩnh vực kinh doanh vận tải hành khách và hàng hóa bằng đường hàng không. Trụ sở chính của công ty đặt tại Sân bay Wilson ở Nairobi, Kenya.

## Lịch sử
Hãng hàng không được thành lập vào năm 1995 bởi Ahmed Rashid Jibril, và ông trở thành giám đốc điều hành đầu tiên của hãng. Máy bay đầu tiên của nó là một chiếc Hawker Siddely 748 cũng được đặt theo tên của công ty. Máy bay được sử dụng trên cơ sở điều lệ cho các tổ chức cứu trợ và nhân đạo hoạt động ở các vùng xa xôi của Sudan, hiện nay là Nam Sudan, Somalia, Đông Phi và Trung Phi.
Hãng hàng không đã rất phát triển trong những năm qua và đến năm 2019 đã sở hữu mười hai máy bay chuyên chở hàng hóa.

## Hạm đội
Đội bay của hãng hàng không 748 Air Services bao gồm các máy bay sau (kể từ tháng 8 năm 2017):
| Máy bay                   | Phục vụ | Đăt hàng | Hành khách | Ghi chú                       |
| ------------------------- | ------- | -------- | ---------- | ----------------------------- |
| Bombardier Dash 8-100     | 7       |          | 37         | phục vụ từ tháng 8 năm 2019)  |
| Bombardier Dash 8-Q400    | 3       |          | 78         | (phục vụ từ tháng 8 năm 2019) |
| Cessna 208B Grand Caravan | 3       |          | 13         |                               |
| Total                     | 12      |          |            |                               |

### Hoạt động trước đây
- British Aerospace 748
- Hawker Siddeley HS. 780 Andover

## Tai nạn và sự cố
- Vào tháng 3 năm 2003, chiếc Hawker Siddeley Andover của 748 Air Services, mã đăng ký 3C-KKB, đã bị hư hỏng nặng và không thể sửa chữa khi nó rơi xuống sân bay Rumbek, lúc đó là Sudan nhưng hiện là Nam Sudan, sau khi gặp sự cố về động cơ.[5]
- Vào tháng 12 năm 2009, một máy bay British Aerospace 748-398 Srs. 2B, mã đăng ký 5Y-YKM của 748 Air Services đã bị hư hại khi máy bay bị trật đường băng tại sân bay Tonj, nơi mà lúc đó là Sudan nhưng giờ là Nam Sudan. Một trong những hành khách đã tử vong mặc dù anh ta còn sống sau khi máy bay dừng lại. Một người phụ nữ nằm trên mặt đất bị ngất và bị thương nhẹ.[6]
- Vào ngày 17 tháng 2 năm 2014, một chiếc British Aerospace 748-371 Srs. 2B của hãng với số đăng ký 5Y-HAJ, đã bị hư hỏng sau khi sửa chữa điều hành một chuyến bay chở hàng viện trợ nhân đạo trong nước thay mặt cho Tổ chức Di cư Quốc tế từ Juba ở Nam Sudan đến Bentiu trong cuộc xung đột ở Nam Sudan. Máy bay đã hạ cánh xuống sân bay Bentiu, rẽ ra khỏi đường băng và đi qua một con mương, sau đó cánh của nó đâm vào hai chiếc xe đang đỗ. Một thành viên phi hành đoàn của máy bay đã chết và ba người khác bị thương.[7][8]